# Alfred Weber (Politiker, 1811)
Alfred Weber (* 27. Juli 1811 in Gera; † 14. Mai 1885 ebenda) war ein deutscher Unternehmer, Handelskammerpräsident und Abgeordneter.

## Familie
Weber war der Sohn des Wollwarenfabrikanten Johann Friedrich Ernst Weber und dessen Ehefrau Auguste Sophie geborene Schlesier. Er war evangelisch-lutherischer Konfession und heiratete am 25. August 1838 in Stuttgart Sophie Charlotte Conradi (* 7. Dezember 1817 in Stuttgart; † 22. März 1882 in Gera), die Tochter des Kaufmanns Leopold Friedrich Conradi aus Stuttgart. Aus der Ehe gingen sieben Kinder hervor, darunter die Söhne Hermann (1851–1938) und Alfred Weber (1854–1935). Sein Schwager Philipp Mayer war ebenfalls Landtagsabgeordneter.

## Leben
Weber besuchte die Privatschule „Dr. Großschopf“ in Gera und dann bis 1826 das Rutheneum. Danach machte er eine kaufmännische Ausbildung im väterlichen Unternehmen und eine theoretische Ausbildung in Handelskunde. 1830 bis 1833 machte er ein Volontariat bei der Firma von Karl Nürnberger in Mailand. Am 17. November 1837 wurde er nach dem Tod seines Vaters gemeinsam mit seinen Brüdern Eduard und Teodor Inhaber der väterlichen Firma „Fa. Ernst Weber“, einer Wollwarenfabrik. Nachdem Teodor 1851 ausgeschieden und Eduard 1864 gestorben war, war er alleiniger Inhaber. 1881 zog er sich weitgehend aus dem Wirtschaftsleben zurück und übergab das Unternehmen an seine beiden Söhne und deren Teilhaber August Heyne.
Weber war ab 1856 Vizepräsident und von 1863 bis zu seinem Rücktritt 1882 Präsident der Handelskammer Gera.

## Politik
Er war Mitglied des Gemeinderates in Gera und dort 1861 bis 1870 Stellvertreter des Gemeinderatsvorsitzenden. Von 1852 bis 1854 gehörte er dem Landtag Reuß jüngerer Linie an.

## Auszeichnungen
- Fürstliches Ehrenkreuz II. Klasse (1882)
- Kommerzienrat (1863)
- geheimer Kommerzienrat (1875)